# Comté de Polk (Missouri)
Pour les articles homonymes, voir Comté de Polk.
Le comté de Polk, en anglais : Polk County, est un comté des États-Unis, situé dans l'État du Missouri. Le siège du comté se situe à Bolivar. Le comté date de 1835 et il fut nommé en hommage à un politicien du nom de James K. Polk.  Au recensement de 2000, la population était constituée de 26 992 individus. 

## Géographie
Selon le bureau du recensement des États-Unis, le comté totalise une surface de 1 664 km² dont 14 km2 de surfaces aquatiques. 

### Comtés voisins
- Comté de Hickory (Missouri)  (nord)
- Comté de Dallas (Missouri)  (est)
- Comté de Greene (Missouri)  (sud)
- Comté de Dade (Missouri)  (sud-ouest)
- Comté de Cedar (Missouri)  (ouest)
- Comté de Saint Clair (Missouri)  (nord-ouest)

### Routes principales
- Missouri Route 13
- Missouri Route 32
- Missouri Route 83
- Missouri Route 123
- Missouri Route 215

## Démographie
Selon le recensement de 2000, sur les 26 992 habitants, on retrouvait 9 917 ménages et 7 140 familles dans le comté. La densité de population était de 16 habitants par km² et la densité d’habitations (11 183 au total) était de 7 habitations par km². La population était composée de 78,35 % de blancs, de 11,99 % d’afro-américains, de 1,00 % d’amérindiens et de 2,27 % d’asiatiques.
33,00 % des ménages avaient des enfants de moins de 18 ans, 60,5 % étaient des couples mariés. 25,7 % de la population avait moins de 18 ans, 12,6 % entre 18 et 24 ans, 25,5 % entre 25 et 44 ans, 20,8 % entre 45 et 64 ans et 15,3 % au-dessus de 65 ans. L’âge moyen était de 35 ans. La proportion de femmes était de 100 pour 94,9 hommes.
Le revenu moyen d’un ménage était de 34 247 dollars.

## Villes et cités
| - Aldrich - Bolivar - Brighton | - Dunnegan - Eudora - Fair Play | - Flemington - Goodson - Goodnight | - Halfway - Humansville - Morrisville | - Pleasant Hope - Polk - Tin Town |